# Frequently Asked Questions About Time Travel
Frequently Asked Questions About Time Travel är en sci-fi-komedi från 2009 regisserad av Gareth Carrivick och baserad på ett manus av Jamie Mathieson

## Handling
De tre vännerna Ray (Chris O'Dowd), en sci-fi-fantast med en vurm för tidsresande, filmnörden Toby (Marc Wootton) och cynikern Pete (Dean Lennox Kelly) snubblar över en reva i rum-tid-kontinuumet på herrtoaletten i deras lokala pub. Utrustade med en kniv, en korkskruv samt en utgången påse potatischips försöker de under ledning av Cassie (Anna Faris), en tidsresenär från framtiden, navigera sig genom de olika tidszonerna med liven i behåll och i tid till sista beställningen.

## Rollista
| Chris O'Dowd      | – Ray    |
| Marc Wootton      | – Toby   |
| Dean Lennox Kelly | – Pete   |
| Anna Faris        | – Cassie |
| Meredith MacNeill | – Millie |
| Ray Gardner       | – Mellor |
| Nick Ewans        | – Barry  |